# 房みどり
房 みどり（ふさ みどり、1985年1月19日 - ）は、日本の女性ファッションモデル、タレント、女優。

## 来歴
神奈川県茅ヶ崎市出身。神奈川県立鶴嶺高等学校、産能大学（現・産業能率大学）卒業。身長162センチメートル。
2001年、集英社が主催するミス・セブンティーンに出場して入選。同年から2003年まで同社のファッション雑誌『セブンティーン』の専属モデルを務めていた。
その後は工事現場の監督やアパレルの営業などをしていたが、2010年に芸能界に復帰。以後はCMやテレビドラマに出演するなど、タレントや女優として活動。また、2011年には宝島社のファッション雑誌『InRed』ウェブ版の専属モデルも務めるなど、モデルとしての活動も再開させた。活動再開後にはMILLENNIUM PROに所属していた。

## 出演

### ウェブサイト
- 大和ハウス工業 特設ウェブサイト「エコ未来設計図」（2011年） - ナレーター

### ミュージック・ビデオ
- Rake「誓い」（2011年） - OL 役

### CM
- ラウンドワン（2011年） - クレーンゲームをやっている女子 役[4]
- TSUTAYA劇場 15秒CM 4タイプ（2012年） - ナレーター
- 日本マクドナルド「Dancing McCrew」篇（2013年4月 - ）

### テレビドラマ
- デカワンコ（2011年、日本テレビ） - 婦人警官 役
- 生まれる。 第3話（2011年5月6日、TBS）
- 四つ葉神社ウラ稼業 失恋保険〜告らせ屋〜 第9話（2011年6月3日（2日深夜）、読売テレビ）
- 全開ガール（2011年、フジテレビ） - 弁護士秘書 役
- 桜蘭高校ホスト部（2011年、TBS） - ホスト部女性常連客 役
- 白戸修の事件簿（2012年、TBS） - 店員 役
- ATARU（2012年、TBS） - 看護師 役
- 放課後はミステリーとともに（2012年、TBS） - 工藤美咲 役
- スナーク狩り（2012年5月14日、TBS） - 織口ユイ 役
- ゴーストママ捜査線〜僕とママの不思議な100日〜 第1話（2012年7月7日、日本テレビ） - カップル 役
- 1914 幻の東京〜よみがえるモダン都市〜（2014年1月1日、NHK総合テレビ）

### テレビアニメ
- KIDSちきゅうステーション おかぁさんはエコアイドル（2011年、瀬戸内海放送） - 月姫きらら 役（声優出演）

### テレビ番組
- ネオバラエティ第4部 FUTURE TRACKS→R（テレビ朝日） - コーナーイメージモデル
- にっぽんの芸能（2013年4月12日[5] - 2016年4月1日[6]、NHK Eテレ） - 「古典芸能玉手箱」レギュラーリポーター[7]
- カナフルTV（2013年 - 、テレビ神奈川） - リポーター

### ネット配信番組
- 房みどりのよりどりみどり（2012年4月 - 、WALLOP）[8]

### ラジオ番組
- 上柳昌彦 ごごばん!（2012年10月8日 - 2013年6月6日、ニッポン放送） - 月曜・水曜13時台のコーナー「房みどりの街角スマイル ごごばん！Now On Air」レギュラーリポーター
- ニッポン放送 初日の出放送局（2013年 - 、ニッポン放送） - 中継リポーター
- 古坂大魔王 ツギコレ（2013年、ニッポン放送）
- FMヨコハマ ラジオショッピング（2015年4月 - 2018年3月、Fm yokohama） - 水曜担当[9]

### 舞台
- 劇団アメリカンコミックシアター公演 DEAD or ALIVE or ARBEIT（2014年、ワーサルシアター八幡山劇場） - 主演